# 大愿文化园

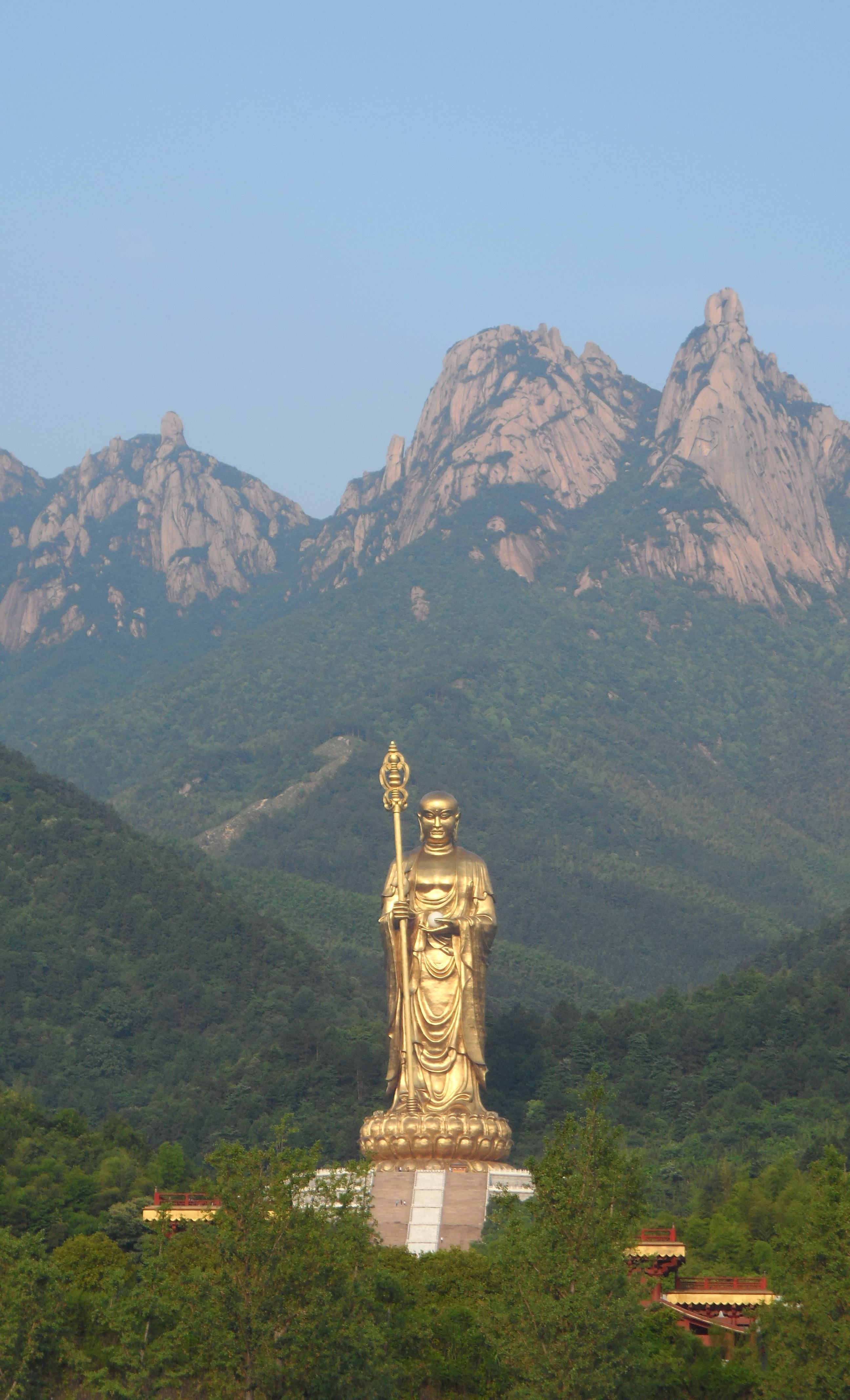
大愿文化园地藏像

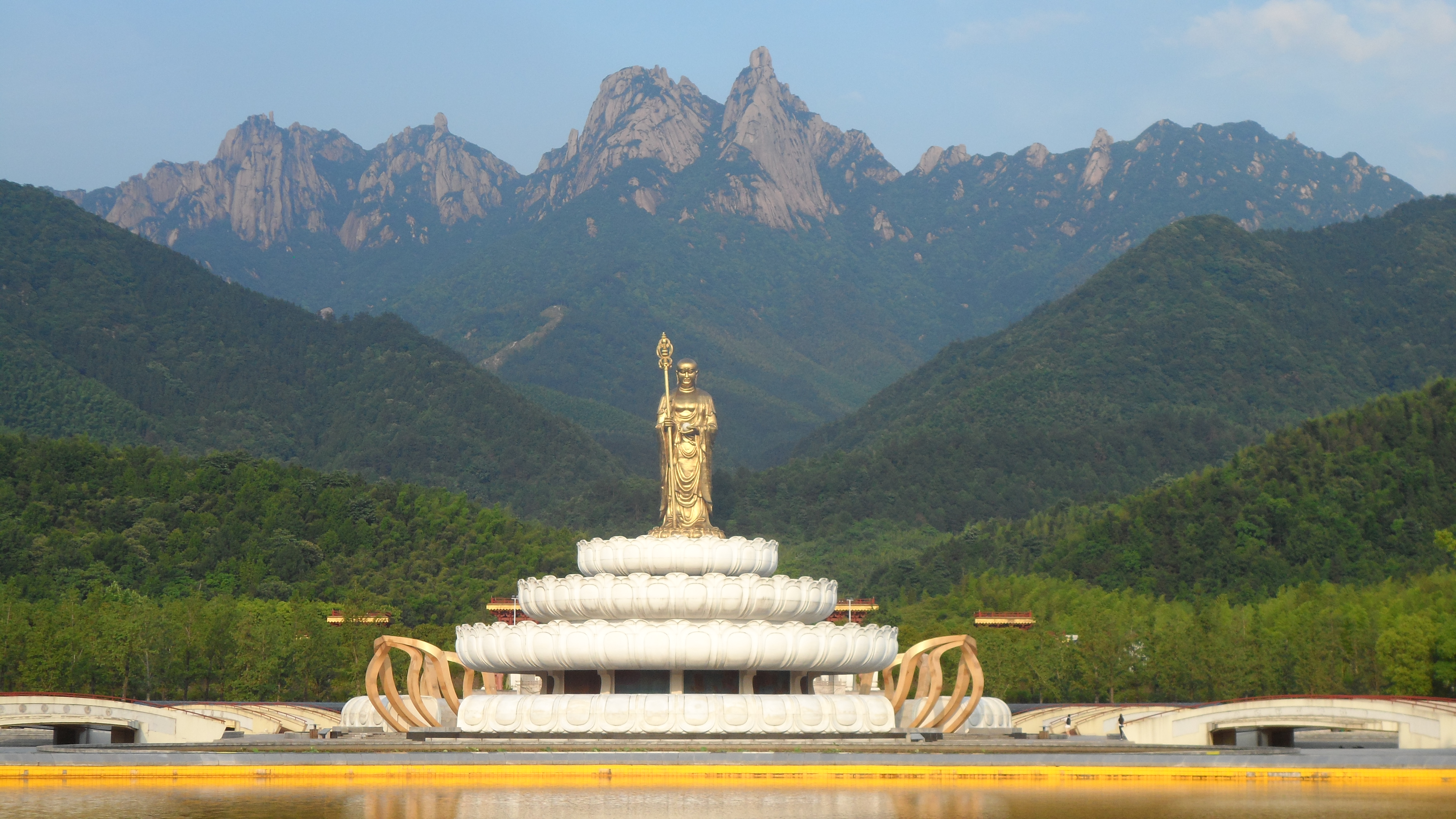
大愿文化园地藏像

大愿文化园是一座位于中国安徽省池州市青阳县九华山北麓的佛教文化园风景区。景区占地约1500余亩，建有地藏菩萨铜像及殿堂厅馆、亭桥廊榭、塔台楼阁等配套景点与设施。地藏菩萨铜像高99米，是世界最高的露天地藏菩萨铜像。其99米的高度寓意九华山的99座山峰和金地藏99岁圆寂。